# Lista de deputados estaduais da Bahia da 1.ª legislatura
Esta é a lista dos deputados estaduais da Bahia que ocupam a Assembleia Legislativa da Bahia no mandato iniciado em janeiro de 1947 a janeiro de 1951 eleitos em 19 de janeiro de 1947.

## Composição das bancadas
| Partido | Líder            | Bancada | Posição      |
| ------- | ---------------- | ------- | ------------ |
| PSD     | Antônio Balbino  | 28 / 60 | Governo      |
| UDN     | Josaphat Marinho | 19 / 60 | Governo      |
| PTB     | Aziz Maron       | 7 / 60  | Oposição     |
| PR      | Humberto Alencar | 3 / 60  | Independente |
| PCB     | Giocondo Dias    | 2 / 60  | Oposição     |
| PRP     | Rubem Nogueira   | 1 / 60  | Governo      |

## Deputados estaduais
| Número | Deputados estaduais eleitos | Partido | Votação | Percentual | Cidade onde nasceu     | Unidade federativa |
| 41494  | Souza Dantas                | PSD     | 4.708   |            | Salvador               | Bahia              |
| 41481  | Antônio Balbino             | PSD     | 4.394   |            | Barreiras              | Bahia              |
| 22644  | Aloysio Short               | UDN     | 4.351   |            | Salvador               | Bahia              |
| 22303  | Rocha Pires                 | UDN     | 4.080   |            | Jacobina               | Bahia              |
| 22753  | Bião de Cerqueira           | UDN     | 3.994   |            | São Francisco do Conde | Bahia              |
| 22762  | José Guimarães              | UDN     | 3.909   |            | Salvador               | Bahia              |
| 22114  | Raimundo Santos             | UDN     | 3.683   |            | Casa Nova              | Bahia              |
| 22785  | Cícero Dantas               | UDN     | 3.597   |            | Salvador               | Bahia              |
| 22852  | João Borges                 | UDN     | 3.562   |            | Macaúbas               | Bahia              |
| 41869  | André Negreiros             | PSD     | 3.559   |            | Queimadas              | Bahia              |
| 22741  | Lafaiete Coutinho           | UDN     | 3.505   |            | João Pessoa            | Paraíba            |
| 41811  | Miguel Fernandes            | PSD     | 2.851   |            | Caculé                 | Bahia              |
| 41125  | Gercino Coelho              | PSD     | 2.831   |            | Petrolina              | Pernambuco         |
| 41962  | João Sá                     | PSD     | 2.824   |            | Jeremoabo              | Bahia              |
| 14266  | Aziz Maron                  | PTB     | 2.816   |            | Itabuna                | Bahia              |
| 22740  | Junqueira Ayres             | UDN     | 2.812   |            | Salvador               | Bahia              |
| 22455  | José Mariani                | UDN     | 2.803   |            | Barra                  | Bahia              |
| 22202  | Liberato de Carvalho        | UDN     | 2.796   |            | Pedro Alexandre        | Bahia              |
| 41241  | Adão Bastos                 | PSD     | 2.712   |            | Gentio do Ouro         | Bahia              |
| 22233  | Eduardo Mamede              | UDN     | 2.655   |            | Fortaleza              | Ceará              |
| 41106  | Adriano Bernardes           | PSD     | 2.634   |            | Entre Rios             | Bahia              |
| 22510  | Luiz Rogério                | UDN     | 2.599   |            | Salvador               | Bahia              |
| 22221  | Francisco Fernandes         | UDN     | 2.520   |            | Bom Jesus da Lapa      | Bahia              |
| 41719  | Optaciano Oliveira          | PSD     | 2.490   |            | Inhambupe              | Bahia              |
| 41571  | Augusto Públio              | PSD     | 2.464   |            | Cachoeira              | Bahia              |
| 41713  | Oliveira Brito              | PSD     | 2.415   |            | Ribeira do Pombal      | Bahia              |
| 41324  | Gorgônio de Almeida         | PSD     | 2.400   |            | Santo Antônio de Jesus | Bahia              |
| 22499  | Dantas Fontes               | UDN     | 2.360   |            | Itapicuru              | Bahia              |
| 22598  | Manoel Caetano              | UDN     | 2.338   |            | Cruz das Almas         | Bahia              |
| 41697  | Carlos Valadares            | PSD     | 2.312   |            | Feira de Santana       | Bahia              |
| 41893  | Osvaldo Gordilho            | PSD     | 2.265   |            | Salvador               | Bahia              |
| 22979  | Jorge Calmon                | UDN     | 2.262   |            | Salvador               | Bahia              |
| 41342  | Pinto de Carvalho           | PSD     | 2.260   |            | Lençóis                | Bahia              |
| 41197  | Oswaldo Rios                | PSD     | 2.226   |            | Salvador               | Bahia              |
| 41733  | Ladislau Cavalcanti         | PSD     | 2.221   |            | Esplanada              | Bahia              |
| 22104  | Elísio Medrado              | UDN     | 2.220   |            | Santa Terezinha        | Bahia              |
| 22212  | Nelson Sampaio              | UDN     | 2.202   |            | Macajuba               | Bahia              |
| 41518  | Berbert de Castro           | PSD     | 2.194   |            | Ilhéus                 | Bahia              |
| 22856  | Josaphat Marinho            | UDN     | 2.183   |            | Ubaíra                 | Bahia              |
| 22981  | Basílio Catalá              | UDN     | 2.172   |            | Palmeiras              | Bahia              |
| 22260  | Otaviano Alves              | UDN     | 2.170   |            | Mucugê                 | Bahia              |
| 41668  | Joaquim Hortélio            | PSD     | 2.168   |            | Serrinha               | Bahia              |
| 22107  | Adenor Soares               | UDN     | 2.158   |            | Ruy Barbosa            | Bahia              |
| 22223  | Reinaldo Moreira            | UDN     | 2.153   |            | Timbaúba               | Pernambuco         |
| 22834  | Orlando Spínola             | UDN     | 2.151   |            | Salvador               | Bahia              |
| 22747  | Antônio Gonçalves           | UDN     | 2.132   |            | Leme                   | São Paulo          |
| 22578  | Oscar Teixeira              | UDN     | 2.121   |            | Caetité                | Bahia              |
| 22937  | Nathan Coutinho             | UDN     | 2.085   |            | Valença                | Bahia              |
| 14889  | Lima Teixeira               | PTB     | 1.919   |            | Santo Amaro            | Bahia              |
| 21712  | Giocondo Dias               | PCB     | 1.904   |            | Salvador               | Bahia              |
| 14943  | Expedito Cruz               | PTB     | 1.816   |            | Ilhéus                 | Bahia              |
| 44399  | Rubem Nogueira              | PRP     | 1.766   |            | Serrinha               | Bahia              |
| 14663  | Inácio Souza                | PTB     | 1.488   |            | Salvador               | Bahia              |
| 14871  | Carlos Aníbal               | PTB     | 1.461   |            | Cachoeira              | Bahia              |
| 14547  | Filadelfo Almeida           | PTB     | 1.379   |            | Amargosa               | Bahia              |
| 14887  | Joel Presídio               | PTB     | 1.309   |            | Baixa Grande           | Bahia              |
| 21992  | Jaime Maciel                | PCB     | 1.174   |            | Santo Estêvão          | Bahia              |
| 20946  | Humberto Alencar            | PR      | 1.092   |            | Crato                  | Ceará              |
| 20486  | Manoel Cícero               | PR      | 1.075   |            | Itabuna                | Bahia              |
| 20690  | Antonino Mascarenhas        | PR      | 1.059   |            | Prado                  | Bahia              |